# 2-й гусарський полк (Австро-Угорщина)
2-й гусарський полк — полк цісарсько-королівської кавалерії Австро-Угорщини.
Повна назва: K.u.k. Husaren-Regiment «Friedrich Leopold von Preußen» Nr. 2

Дата утворення — 1743 рік.

Останній почесний шеф — принц Фрідріх Леопольд Прусський.

## Склад полку
Набір рекрутів до полку (1889—1914) — Сібіу (тепер Румунія).
Національний склад полку (липень 1914) — 89 % угорців та 11 % інших.
Мови полку (липень 1914) — угорська.

## Інформація про дислокацію

### Перша світова
- 1900—1914 рік — штаб у гарнізоні Кронштадта (тепер Брашов у Румунії)[4]. Ескадрони полку знаходилися поблизу Брашова: 1-й — у Хелкіу, 2-й — Рожняві, 3-й — Боді, 4-й — Гімбаві, 5-й — Кодлі, 6-й — Крістіані. Запасний ескадрон у Сібіу
- 1914 — входить до складу XII корпусу, 1 кавалерійська дивізія, 12 бригада кавалерії

## Командири полку
- 1859: Ігнац Фратрічевіч[5]
- 1865: Ігнац Фратрічевіч[6]
- 1879: Рудольф Ґаффрон фон Оберштрадам[7]
- 1908: Юліус Райнер фон Лінденбюль[8]
- 1914: Еммеріх Забрацький де Сада[9]

## Уніформа
У XVIII-му, на початку XIX-го століть, одностроєм полку були доломан, ментик та чакчири синього кольору, головний убор — циліндрична хутряна шапка з червоним верхом, приборний метал (колір ґудзиків, галунів, шнурів на доломані, ментику та чакчирах) — жовтий. У другій половині XIX століття для усіх гусарських полків була встановлена стандартизована форма, яка складалась з доломану і ментику синього кольору з червоними шнурами, чакчирів і ківеру червоного кольору.